# 皮茨菲爾德 (新罕布什爾州普查規定居民點)
皮茨菲爾德（英語：Pittsfield）是位於美國新罕布什爾州梅里馬克縣的普查規定居民點。

## 人口
根據2020年美國人口普查的數據，皮茨菲爾德的面積為4.36平方千米，皆為陸地。當地共有人口1570人，而人口密度為每平方千米360.09人。